# Généralité de Rouen
1542–1790
(483 ans)
Entités précédentes :
- Création

Entités suivantes :
- Seine-Maritime
- Eure
- Seine-et-Oise
- Calvados

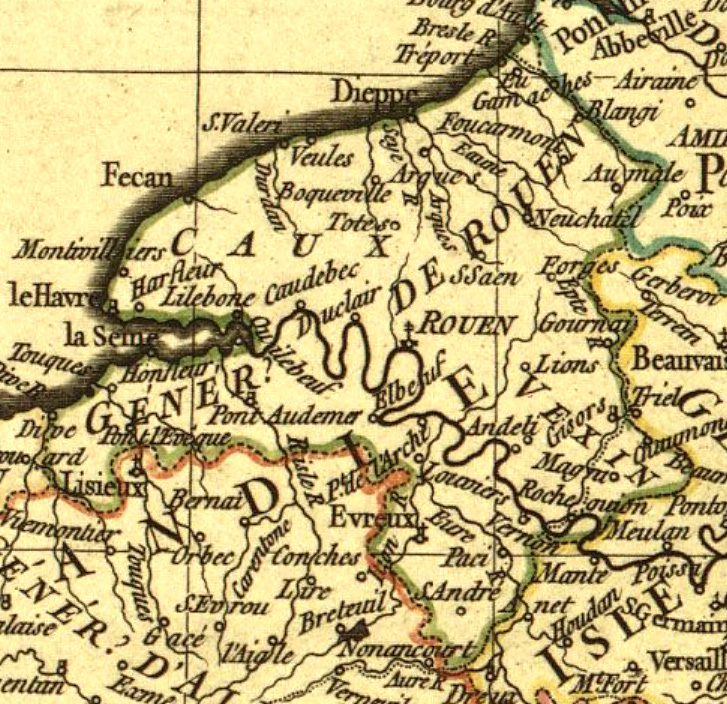
La Généralité de Rouen en 1774.

La généralité de Rouen est une ancienne circonscription administrative de Normandie créée en 1542. Rouen est le siège d'une des dix-sept recettes générales créées par Henri II et confiées à des généraux des finances par l'édit donné à Blois en janvier 1551.
Elle se compose de quatorze élections et de vingt-deux subdélégations (intendances).

## La généralité d'après le règlement général du 24 janvier 1789
Noms des bailliages principaux, suivis du nombre de députés à élire et du nom des nombreux bailliages secondaires :
- Bailliage de Caux à Caudebec, 12 députés (Arques, Cany, Le Havre, Montivilliers, Neufchâtel) ;
- Bailliage de Chaumont-en-Vexin, 4 députés (Magny) ;
- Bailliage d'Évreux, 8 députés (Beaumont-le-Roger, Bernay, Breteuil, Conches, Ézy (supprimé en 1727), Nonancourt, Orbec) ;
- Bailliage de Rouen, 16 députés (Andely, Charleval, Gisors, Honfleur, Lyons-la-Forêt, Pont-Audemer, Pont-de-l'Arche, Pont-l'Évêque, Vernon).

## Liste des circonscriptions administratives
La généralité étant une des circonscriptions administratives majeures, la connaissance historique du territoire concerné passe par l'inventaire des circonscriptions inférieures de toute nature. Cet inventaire est la base d'une exploration des archives réparties entre les différentes archives des départements compris dans la généralité.
Cette liste ne comporte pas les bailliages ci-dessus, leurs appellations exactes restant à confirmer.
- Élection d'Andely
  - Subdélégation d'Andely
- Élection d'Arques
  - Subdélégation d'Aumale
- Élection de Caudebec
  - Subdélégation de Caudebec
- Élection de Chaumont, Chaumont et Magny
  - Subdélégation de Chaumont, Chaumont et Magny
  - Subdélégation de Dieppe
- Élection d'Eu
  - Subdélégation d'Eu
- Élection d'Évreux
  - Subdélégation d'Évreux
  - Subdélégation de Fécamp
- Élection de Gisors
  - Subdélégation de Gisors
  - Subdélégation de Gournay-en-Bray
  - Subdélégation de Honfleur
  - Subdélégation du Havre
  - Subdélégation de Louviers, de 1764 à 1782
- Élection de Lyons
  - Subdélégation de Lyons
- Élection de Magny-en-Vexin, pas cité CNRS-1786
  - Subdélégation de Magny
- Élection de Montivilliers
- Élection de Neufchâtel
  - Subdélégation de Neufchâtel
  - Subdélégation de Nonancourt
- Élection de Pont-Audemer
  - Subdélégation de Pont-Audemer
- Élection de Pont-de-l'Arche
  - Subdélégation de Pont-de-l'Arche
- Élection de Pont-l'Évêque
  - Subdélégation de Pont-l'Évêque
  - Subdélégation de Saint-Valery-en-Caux
- Élection de Rouen
  - Subdélégation de Rouen
  - Subdélégation de Vernon